# Farmacia Bolós

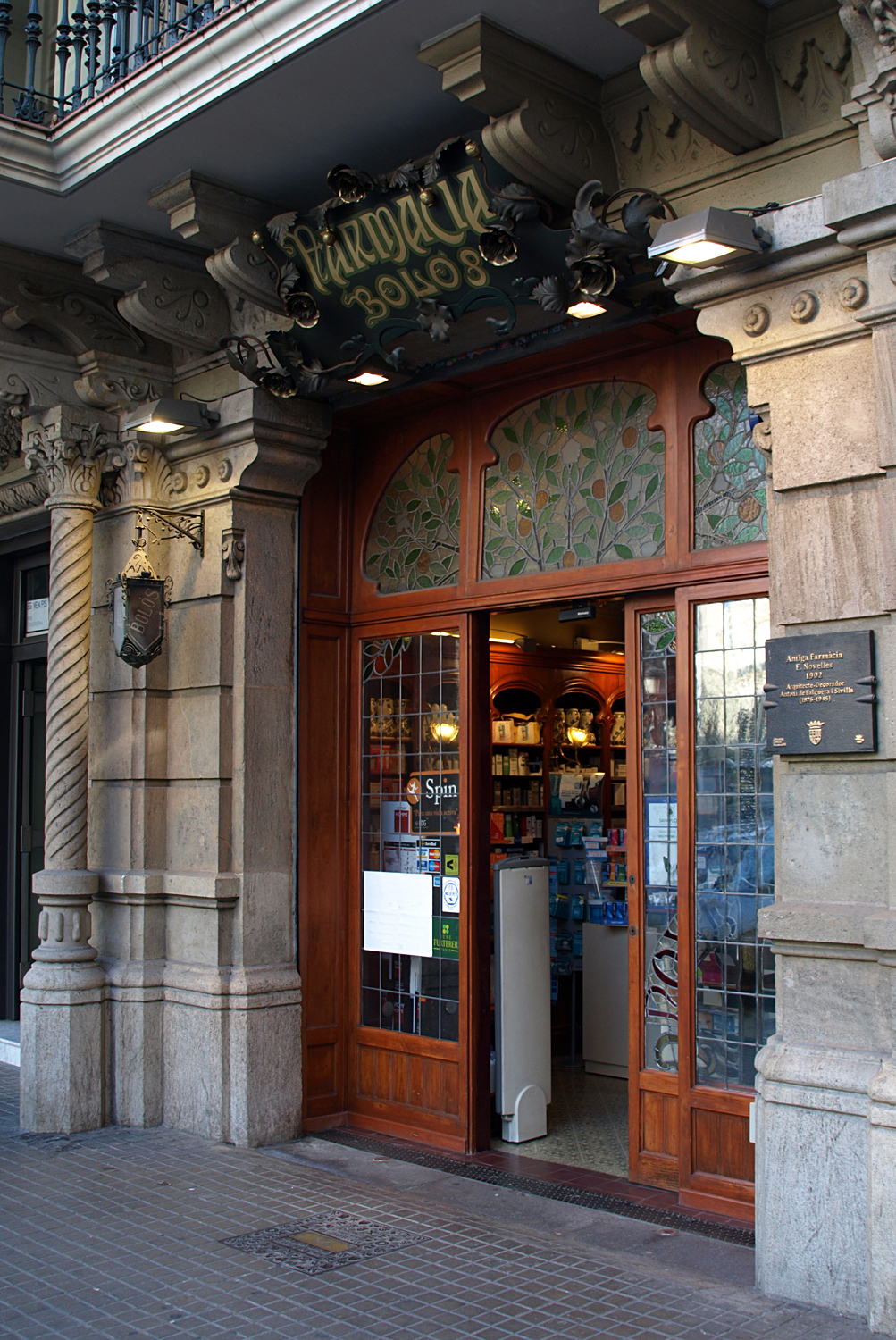
Puerta de acceso a la farmacia Bolós.

La farmacia Bolós (antigua farmacia Novellas), está situada en el número 77 de la rambla de Cataluña de Barcelona.
Su primer propietario, el farmacéutico Antoni Novellas, encargó su decoración en el año 1902 al arquitecto Antoni de Falguera, vendiéndola a la familia Bolós en el año 1927.
El arquitecto del edificio fue José Doménech y Estapá, la decoración de la farmacia, situada en la planta baja del edificio la realizó Antoni Falguera siguiendo las indicaciones del primer propietario Novellas. La puerta de acceso está formada por tres paneles de madera con vidrio emplomado con la representación del dibujo de un naranjo. En el interior, a pesar de las reformas, se conservan excelentemente las vitrinas, el mostrador de caoba, las pinturas murales en los techos y los vitrales modernistas de la época original.